# Leptipsius striatus
Leptipsius striatus is een keversoort uit de familie kerkhofkevers (Monotomidae). De wetenschappelijke naam van de soort werd in 1858 gepubliceerd door John Lawrence LeConte.